# ويليام الكسندر لافي
ويليام الكسندر لافي (بالإنجليزية: William Alexander Levy)‏ هو مهندس معماري أمريكي، ولد في 1909 في بروكلين في الولايات المتحدة، وتوفي في 2 يونيو 1997 في ويست هوليوود في الولايات المتحدة.